# Carla Bessa
Carla Bessa (Niterói, 2 de outubro de 1967) é uma escritora, tradutora, diretora e atriz de teatro brasileira, naturalizada alemã. Atualmente vive entre Berlim e Rio de Janeiro.

## Carreira literária
Estudou Teatro na UniRio e formou-se como atriz na Casa das Artes de Laranjeiras. Emigrou para a Alemanha no início dos anos 1990, onde trabalhou por 15 anos como diretora e atriz antes de se dedicar à literatura. 
Estreou como escritora em 2017 com o livro de contos Aí Eu Fiquei Sem Esse Filho, publicado pela editora Oito e Meio, além de publicar contos em antologias e na internet. 
Em 2019, lançou pela editora Confraria do Vento o livro Urubus, que reuniu 18 contos com personagens como prostitutas, golpistas, crianças em lixões e pequenos criminosos. No mesmo ano, a obra ganhou o terceiro lugar na categoria "Conto" do Prêmio Off-Flip de Literatura. Em 2020, o livro foi premiado no Prêmio Jabuti na categoria melhor conto e obteve segundo lugar no Prêmio Clarice Lispector, da Biblioteca Nacional.
Em 2021, Bessa publicou a novela Minha Murilo pela editora Urutau. O livro ficou entre os semifinalistas do Prêmio Mix-Brasil do mesmo ano. 
Em 2022, seu conto "Lívia e o vão" foi o grande vencedor do Prêmio Anna Maria Martins, da União Brasileira de Escritores. 

## Obra
- Todas uma (Confraria do vento, 2022)
  - O livro foi publicado na Alemanha sob o título Alle Eine em 2024 com tradução de Lea Hübner pela editora Transit Verlag
- Minha Murilo (Urutau, 2021)
- Urubus (Confraria do vento, 2019)
  - O livro foi publicado na Alemanha sob o mesmo título em 2021 com tradução de Lea Hübner pela editora Transit Verlag
- Aí eu fiquei sem esse filho (Oito e meio, 2017)
  - O livro foi publicado na Grécia em 2021 com tradução de Nikos Pratsinis pela editora Skarifima Editions

## Tradução literária
- 2025: Malina, de Ingeborg Bachmann. Editora Estação Liberdade, São Paulo, Brasil.
- 2025: Romance dos três vinténs (Dreigroschenroman), de Bertolt Brecht. Editora Lume, Brasil.
- 2024: Aí / Do desaparecer do pai / Três somos (Então / Do desaparecimento do pai / Três somos), de Wolfram Höll. Editora Besouros Abstêmios.
- 2021: O céu é um disco azul (Der Himmel ist ein kleiner Kreis), de Carolina Schutti. Editora trinta zero nove, Moçambique.
- 2021: tirar a vida – suicídio na modernidade (Das Leben nehmen – Suizid in der Moderne), de Thomas Macho. Editora WMF Martins Fontes, Brasil.
- 2017–2022: Trilogia «Silber», de Kerstin Gier. Editora WMF Martins Fontes, Brasil.
- 2016: Lá vem Lola! (Aí vem a Lola!), de Isabel Abedi. Editora WMF Martins Fontes, Brasil.

## Prêmios
- 2020: Prêmio Jabuti na categoria Conto e 2° lugar no Prêmio Biblioteca Nacional para o livro de contos “Urubus” (Ed. Confraria do vento)
- 2022: 1° lugar no Concurso de Contos da União Brasileira de Escritores
- 2024: 3° lugar Prêmio Off-Flip de Literatura na categoria Conto
- 2019: 3° lugar Prêmio Off-Flip de Literatura na categoria Conto
- 2020: 5° lugar Prêmio Off-Flip de Literatura na categoria Poesia